# Bátonyterenye
Bátonyterenye ist eine ungarische Stadt und Sitz des Kreises Bátonyterenye im Komitat Nógrád. Sie liegt am Fluss Zagyva und am nordwestlichen Rand der Mátra.

## Geschichte
Bátonyterenye wurde am 1. Januar 1984 durch Zusammenschluss von Nagybátony (zu dem ab 1965 Maconka gehörte), Kisterenye und Szúpatak gegründet. 1989 bekam der Ort Stadtrecht.

## Verkehr
Der Ort liegt an der Bahnstrecke Budapest–Salgótarján und ist Ausgangspunkt der Bahnstrecke nach Kisújszállás.
Die Landesstraße 21 führt durch die Stadt und hier beginnt die Landesstraße 23 in Richtung Tarnalelesz.

## Sehenswürdigkeiten

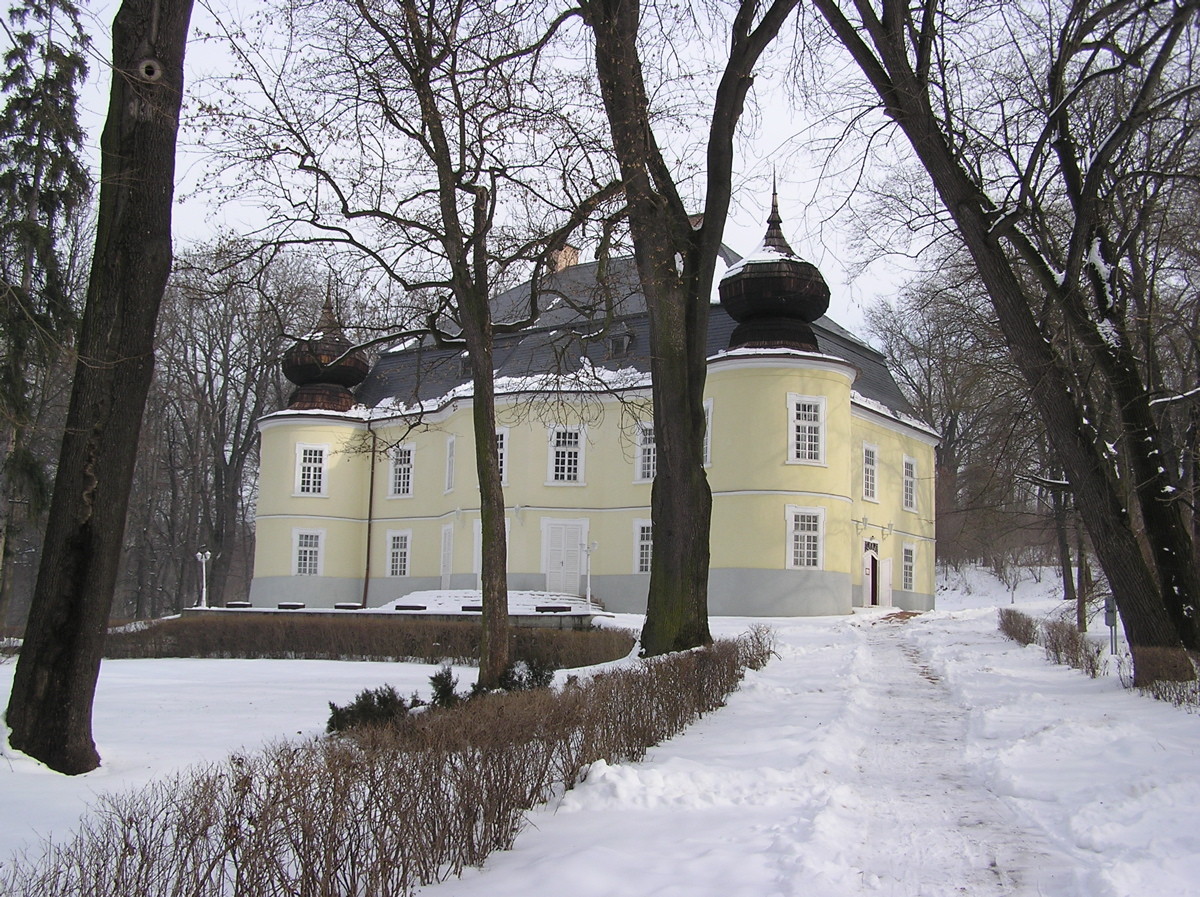
Schloss Gyürky-Solymossy

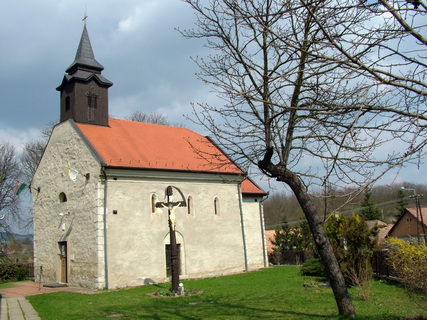
Die katholische Kirche in Maconka

- Gyürky-Solymossy-kastély ist ein spät-barockes Schloss aus dem Jahre 1790 mit einem 13 ha großen Park.
- Das Heimatmuseum in der Nähe des Schlosses.
- Kirchen:
  - Die katholische Kirche in Maconka
  - Die katholische Kirche in Kisterenye
  - Die evangelische Kirche in Szúpatak
  - Die Puszta-Kirche liegt zwei Kilometer von Felsőlengyend entfernt und wurde in der Arpáden-Zeit gebaut

## Städtepartnerschaften
- Fiľakovo, Slowakei

## Söhne und Töchter der Stadt
- Zita Görög (* 1979), ungarische Schauspielerin